# Philip Jaffé
Pour les articles homonymes, voir Jaffé.
Philip D. Jaffé (né le 9 octobre 1958 à Port-d'Espagne (Trinité-et-Tobago) est psychologue clinicien, spécialisé dans le domaine des droits de l’enfant. Il est professeur à l’université de Genève

## Biographie
Philip D. Jaffé est né à Port-d'Espagne (Trinité-et-Tobago), d'un père suisse, Felice, et d'une mère américaine, Mary Mead (née Robertson). Sa sœur cadette, Luisa, est née en 1964.
Après des études en psychologie à l’Université de Fribourg et à Genève, Philip D. Jaffé obtient une bourse du Fonds national suisse de la recherche scientifique et poursuit ses études à l’université Yeshiva où il obtient son doctorat en 1988. Il est chercheur postdoctoral à l'hôpital MacLean (en).

## Activités professionnelles
Philip D. Jaffé est nommé chargé de cours à la faculté de psychologie et des sciences de l’éducation (FPSE) de l'université de Genève en 1992 et promu professeur en 2006). Il est professeur ordinaire à l'Institut universitaire Kurt-Bösch (IUKB) à Sion et est le dernier directeur de cette institution ultérieurement rattaché à l'université de Genève. 
Il est membre du directoire et responsable du domaine thématique Politique de l’enfance et de la jeunesse pour le Centre suisse de compétence pour les droits humains. 
Il est élu pour quatre ans, de 2019 à 2023 au Comité des droits de l'enfant de l'Organisation des Nations unies.